# Concert du nouvel an 2000 à Vienne
Le concert du nouvel an 2000 de l'orchestre philharmonique de Vienne, qui a lieu le 1er janvier 2000, est le 60e concert du nouvel an donné au Musikverein, à Vienne, en Autriche. Il est dirigé  pour la troisième fois par le chef d'orchestre italien Riccardo Muti, trois ans après sa précédente apparition.
Johann Strauss II y est toujours le compositeur principal, mais ses frères Josef et Eduard sont de retour au programme, respectivement avec trois et deux pièces, et leur père Johann clôt le concert avec sa célèbre Marche de Radetzky. Par ailleurs, Franz Von Suppé y est à nouveau entendu après trois ans.
Cinq pièces sur les dix-sept au total sont jouées pour la première fois au concert du nouvel an.

## Programme

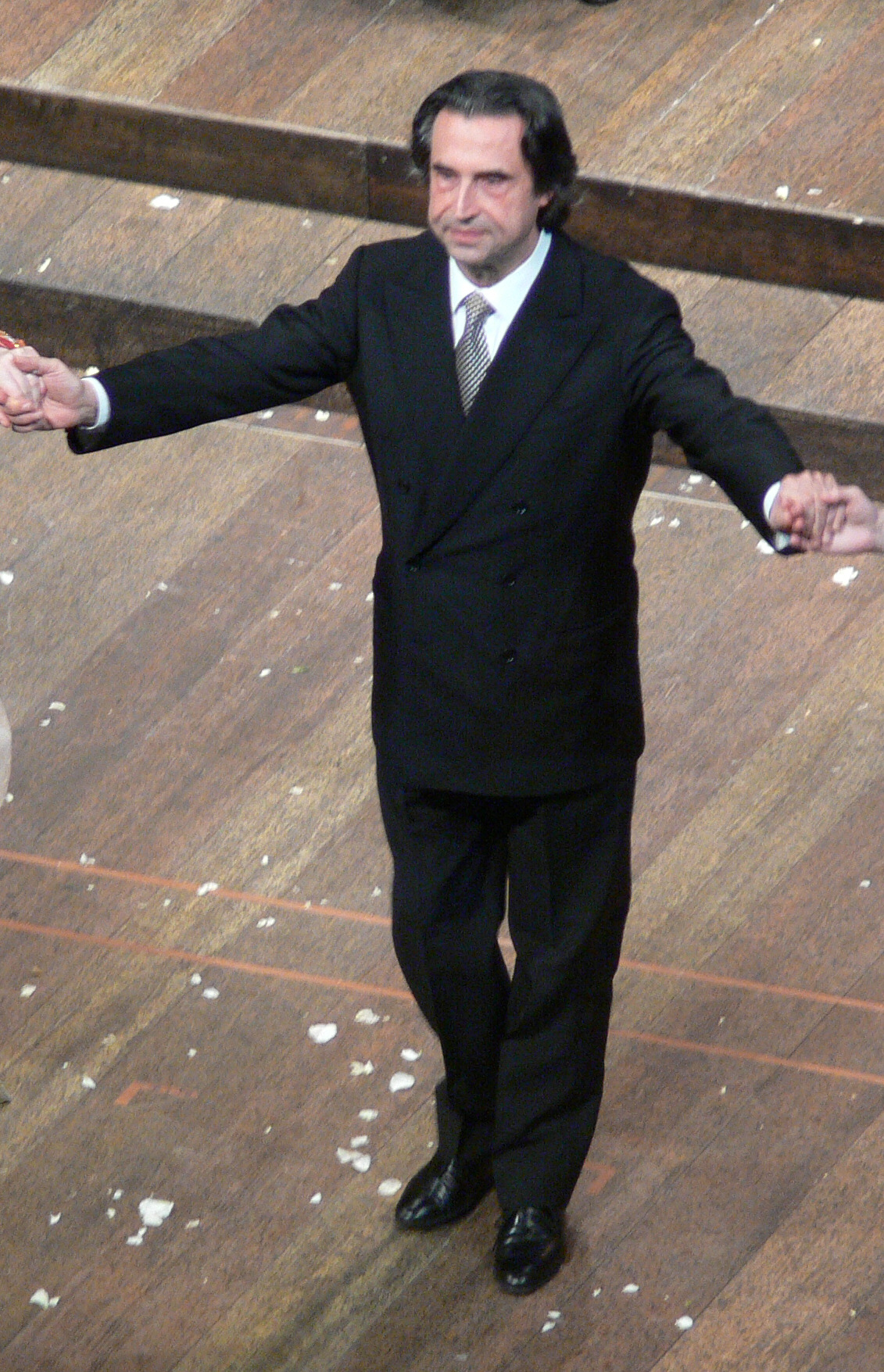
Le chef Riccardo Muti (en 2008)

Les pièces suivies d'un astérisque (*) sont jouées pour la première fois.

### Première partie
1. Johann Strauss II : Lagunen-Walzer, valse, op. 411
2. Johann Strauss II : Hellenen-Polka, polka rapide, op. 203*
3. Johann Strauss II : Albion-Polka, polka, op. 102*
4. Johann Strauss II : Liebeslieder, valse, op. 114
5. Johann Strauss II : csárdás du Chevalier Pásmán, op. 441
6. Eduard Strauss : Mit Extrapost, polka rapide, op. 259

### Deuxième partie
1. Franz von Suppé : ouverture de Ein Morgen, ein Mittag, ein Abend in Wien
2. Eduard Strauss : Gruß an Prag, polka française, op. 144*
3. Johann Strauss II : Wein, Weib und Gesang, valse, op. 333
4. Johann Strauss II : Persischer Marsch, marche, op. 289
5. Josef Strauss : Die Libelle, polka-mazurka, op. 204
6. Johann Strauss II : Proceß-Polka, polka rapide, op. 294
7. Josef Strauss : Künstler-Gruß, polka française, op. 274
8. Josef Strauss : Marien-Klänge, valse, op. 214*
9. Johann Strauss II : Éljen a Magyar!, polka rapide, op. 332

### Rappels
1. Johann Strauss II : Vom Donaustrande, polka rapide, op. 356*
2. Johann Strauss II : Le Beau Danube bleu, valse, op. 314
3. Johann Strauss : Marche de Radetzky, marche, op. 228